# دفاع اژدها
دفاع اژدها یک فیلم درام به کارگردانی ناتالی سانتا است. این فیلم برای رقابت در بخش دو هفته کارگردانان هفتادمین جشنواره فیلم کن انتخاب شد.